# Der Gotteswahn

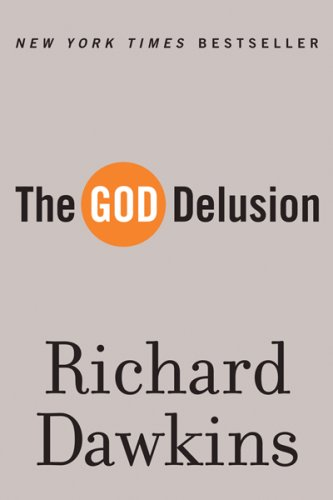

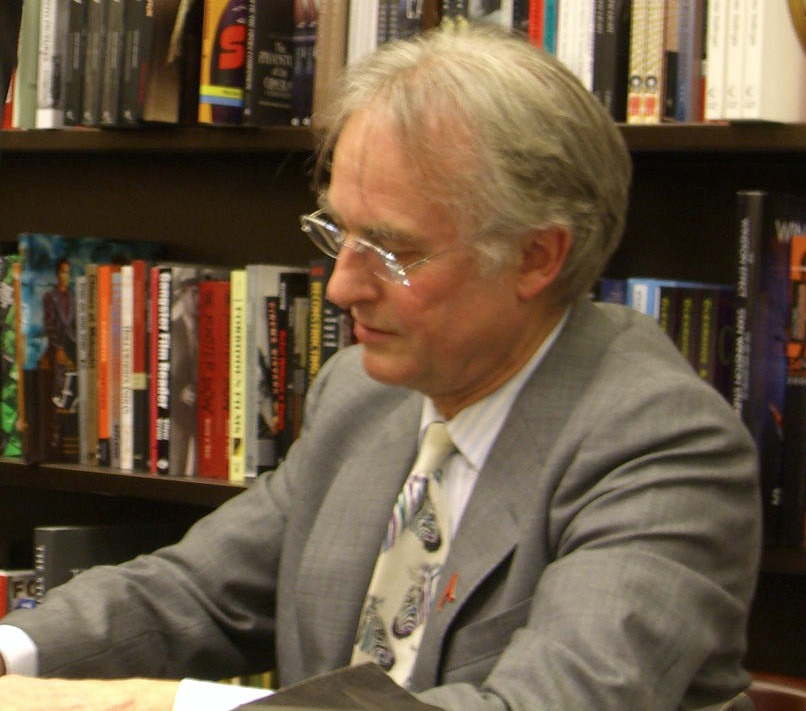
Dawkins 2008 bei einer Signierstunde für The God Delusion in der Barnes-&-Noble-Filiale in Lower Manhattan

Der Gotteswahn (englisch The God Delusion) ist der Titel einer 2006 erstmals bei Houghton Mifflin im englischen Original erschienenen Monografie Richard Dawkins’, in der er sich gegen theistische Religionen und insbesondere gegen die drei abrahamitischen Weltreligionen wendet. Dawkins’ zentrale Thesen sind, dass jeder Glaube an Gott in all seinen Formen irrational sei und dass Religion in der Regel schwerwiegende negative Auswirkungen auf die Gesellschaft habe.
Das Buch war weltweit ein großer Verkaufserfolg und gilt seither als einer der Haupttexte des „Neuen Atheismus“.

## Gliederung des Buches

### Kap. 1: Ein tief religiöser Ungläubiger
In diesem Kapitel differenziert Dawkins die Aussagen verschiedener Naturwissenschaftler, z. B. Sagan, Weinberg und Hawking, zu ihrer persönlichen Einstellung zur Religion und unterstreicht dies mit entsprechenden Zitaten. Er legt dar, dass etwa Albert Einstein nicht an einen (persönlichen) Gott geglaubt habe, wie oft unterstellt wurde, sondern den Begriff metaphorisch für das von ihm bewunderte Universum gebraucht habe.
Hier differenziert und erläutert Dawkins auch die Begriffe Theismus, Deismus und Pantheismus. Im Weiteren spricht er den seines Erachtens unverdienten Respekt an, den Religionen in vielen Gesellschaften genießen oder beanspruchen. Dabei zitiert er Henry L. Mencken:
„Wir müssen die Religion des Anderen respektieren, aber nur in dem Sinne und dem Maße, wie wir seine Theorie respektieren müssen, dass seine Frau schön ist und seine Kinder klug.“

### Kap. 2: Die Gotteshypothese
Hier gibt Dawkins eine kurzgefasste Übersicht über Polytheismus, Monotheismus und Agnostizismus und erstellt eine Skala mit sieben graduellen Überzeugungen, die vom (1) überzeugten Theisten, der „nicht [glaubt], sondern weiß, dass es einen Gott gibt“, bis zum (7) überzeugten Atheisten reicht, der „weiß, dass es keinen Gott gibt.“ In der Mitte liegt (4) der reine Agnostiker, der „weiß, dass [er] nicht wissen kann, ob es einen Gott gibt oder nicht.“ Dawkins schätzt sich selbst als (6) De-facto-Atheisten ein: „Ich schätze die Wahrscheinlichkeit der Existenz Gottes als sehr gering ein und lebe mein Leben entsprechend.“
Anschließend schreibt er, dass die USA ursprünglich als säkularer Staat gegründet worden seien, heute aber als der am stärksten religiös geprägte Staat der westlichen Welt anzusehen seien. Dies zeige sich z. B. in der Intoleranz gegenüber Atheisten bei großer Toleranz gegenüber beliebigen religiösen Bekenntnissen und Sekten. Der ebenfalls damit verbundenen Ablehnung der Evolutionstheorie Darwins durch christliche Kreationisten werde von Wissenschaftlern zum Teil mit der NOMA-Theorie Stephen Jay Goulds begegnet, nach der Wissenschaft und Religion zwei voneinander getrennte Bereiche seien. So wie Wissenschaft keine Aussagen über Gott machen könne, solle die Religion die Fakten den Wissenschaftlern überlassen.
Dawkins grenzt sich als Positivist jedoch deutlich von NOMA ab. Dabei argumentiert er, eine Welt mit einem Gott unterscheide sich grundlegend von einer Welt ohne Gott. Die Frage nach der Existenz von Göttern sei daher grundsätzlich eine Fragestellung, die mit Methoden der Naturwissenschaft bearbeitet werden könne. Einen Agnostizismus, der die Gottesfrage einer wissenschaftlichen Klärung für prinzipiell unzugänglich erklärt und es sogar ablehnt, die Gotteshypothese einer Wahrscheinlichkeitsbewertung zu unterziehen, kritisiert Dawkins scharf. Er spricht in diesem Zusammenhang von der Armut des Agnostizismus.

### Kap. 3: Argumente für die Existenz Gottes
Dawkins fährt fort, indem er die Argumente, die aus seiner Sicht am häufigsten für die Existenz Gottes vorgebracht wurden, aufzählt und kritisiert:
- die Fünf Wege des Thomas von Aquin mit genereller Ausweitung auf ontologische ‚A-priori‘- oder ‚A-posteriori‘-Argumentationsketten;
- die Schönheit („Woher kommt die Schönheit in den Werken der Künstler?“);
- die persönliche Gotteserfahrung („Ich habe Gott erfahren“);
- die Existenz „Heiliger Schriften“;
- die Vereinbarkeit von Wissenschaft und Glauben („Es gibt doch gläubige Naturwissenschaftler“);
- die Pascalsche Wette „Nicht an Gott zu glauben könnte verheerend sein“;
- die Berechnung der Wahrscheinlichkeit, dass Gott existiert von Stephen D. Unwin.

### Kap. 4: Warum es mit ziemlicher Sicherheit keinen Gott gibt
Dawkins präsentiert Argumente, die eine Existenz Gottes unwahrscheinlich oder unnötig erscheinen lassen. Dawkins identifiziert das Hauptproblem der Vorstellung eines Schöpfers und allmächtigen Herrschers unserer Welt darin, dass solch eine Vorstellung nichts tatsächlich erkläre, sondern im Gegenteil lediglich einen unendlichen Rückgriff darstelle, indem sie etwas sehr Komplexes (unsere Welt und das Leben auf ihr) mit etwas noch Komplexerem (Gott) erklärt, dessen Ursprung wiederum unklar bleibt. Er erläutert dies mit den Argumenten
- des Verständnisses der natürlichen Auslese (Evolutionstheorie);
- gegen das Konzept der nichtreduzierbaren Komplexität des Biochemikers Michael J. Behe;
- der Verehrung von (Verständnis-)Lücken (d. h. Alles, was wir nicht verstehen, wird Gott zugeschrieben);
- des Anthropischen Prinzips (d. h. Wir leben auf unserer Erde, weil sie für uns gemacht ist [Mensch ⇒ Erde] gegenübergestellt mit Nur auf einer solchen Erde haben wir uns überhaupt entwickeln können [Erde ⇒ Mensch]).

Dawkins kommt zum Schluss, dass es unmöglich sei, die behauptete Existenz eines „Höheren Wesens“ zu beweisen oder zu widerlegen, da Nichtexistenz nicht bewiesen werden könne. Hier führt er das Gedankenexperiment von Bertrand Russell an, eine Teekanne, die möglicherweise im All kreise, aber prinzipiell auch mit den besten Teleskopen nicht zu entdecken sei. Mit Gott sei es wie mit ihr: zwar vorstellbar, aber weder nachweis- noch widerlegbar. In einem solchen Fall läge die Beweislast aber bei denen, die die Existenz der Teekanne – oder die eines Gottes – behaupten würden.
Mit Rücksicht auf die logische Schwierigkeit eines prinzipiellen Beweises der Nicht-Existenz irgendeines Wesens vertritt Dawkins daher die vorsichtige These, dass Gott mit ziemlicher Sicherheit nicht existiert. Dawkins attackiert dabei die Gotteshypothese mit genau jenem Typ von Argument, das von theologischer Seite lange Zeit gegen die Vorstellung unerschaffener Lebensformen ins Feld geführt wurde: Die Existenz solcher Lebensformen müsse erklärt werden, ihre bloß zufällige Existenz sei unplausibel. Für den Bereich der Biologie wurde das Argument entkräftet und die Entstehung von Lebewesen mit komplexen, hochfunktionellen Strukturen als natürliches Phänomen im Rahmen der Evolutionstheorie verstanden. Bei der Frage nach der Existenz Gottes aber greife dieser Typ von Unwahrscheinlichkeitsargument, so Dawkins. Die Existenz eines Gottes sei mindestens so unwahrscheinlich wie die Existenz einer »unerschaffenen, rein zufällig entstandenen Boeing 747«.

### Kap. 5: Die Wurzeln der Religion
Dawkins vermutet, dass ‚Glauben‘ durch die Evolution begünstigt worden sei, da der Glaube an ein höheres Wesen in sozialen Systemen weit verbreitet sei. Möglichkeiten einer Erklärung, die er diskutiert, sind
- der Placebo-Effekt: Eine Person, die glaubt, unter einem väterlichen, allmächtigen Beschützer zu leben, sollte sich zuversichtlicher im Leben fühlen.
- Gruppenselektion: Eine Gruppe, die durch eine Überzeugung oder einen Glauben (welcher Art auch immer und verstärkt durch Aufnahmerituale) eisern zusammenhält, sollte einen Vorteil haben gegenüber ‚überzeugungslosen‘ Gruppen.
- Beiprodukt-Effekt: Kinder, die gelernt haben ‚blind zu glauben‘ (‚blind zu vertrauen‘), was ihnen erfahrene Ältere als Warnungen aussprechen, dürften eine größere Chance haben, in einer gefährlichen Umgebung zu überleben. Dabei kann eine Verstärkung entstehen, wenn diese Warnungen (Ver- und Gebote) einer noch höheren Macht als jener der Älteren zugeschrieben werden.
- Psychologische Gegebenheiten (Funktionsweise des Gehirns): Intuitiver Dualismus (d. h. Ich in meinem Körper, statt Monismus: Ich, der Körper) führt den Menschen zu der Frage: Was ist und woher kommt dieses „Ich“, diese Seele, die meinen Körper bewohnt? Und da alles einen Sinn haben muss (Wasser kommt aus einer Quelle, damit ich es trinken kann), muss auch die Seele einen Sinn haben, der (aus Erklärungsmangel) mit einem höheren Sinn (Gott) in Verbindung gebracht wird.

Wiederkehrende Aspekte dieser Erklärungen können dadurch erklärt werden, dass es sich bei religiösen Vorstellungen um Meme handeln könnte, die eigenständige Evolutionsprozesse durchlaufen und den Menschen nur als „Wirt“ verwenden. Beispiele für diese Meme wären: (a) Lebst du so (und nicht anders), wirst du nach dem Tod belohnt und weiterleben. (b) Je mehr du glaubst und je weniger du zweifelst, desto besser ist es für dich (desto glücklicher wirst du sein). (c) Im Gegensatz zu dir werden Ungläubige sicherlich bestraft oder sollten von dir bestraft werden usw.
Am Ende des Kapitels geht Dawkins auf das Phänomen der Cargo-Kulte ein, bei denen Entstehung, Verbreitung und Perpetuierung von – für Dawkins absolut irrationalen – Memen beobachtet werden können.

### Kap. 6: Die Wurzeln der Moral. Warum sind wir gut?
Dawkins behauptet hier, dass Menschen ihre Moral nicht aus religiösen Schriften ableiten, sondern die Entstehung von Moral ein universelles gesellschaftliches Phänomen sei. In Testantworten, in denen schwierige moralisch vertretbare Entscheidungen erfragt werden, ergebe sich keine Korrelation zwischen moralischer Entscheidung und Religiosität: Gläubige und Atheisten/Agnostiker zeigten dieselben Entscheidungsprofile.
In einem Beispiel aus der Bevölkerungsstatistik beschreibt Dawkins die quantitativ belegten Beobachtungen von Sam Harris, dass in den USA in traditionell republikanischen Staaten, in denen konservative christliche Gruppierungen einen starken Einfluss ausüben, Mordraten, Gewalt- und Eigentumsdelikte in Städten deutlich höher liegen als in vergleichbaren Städten in „liberalen“ demokratischen Staaten. Religion sei also keine Garantie für moralisches Verhalten und religiöse Menschen seien nicht automatisch „gut“. „Gut“ und „böse“ lassen sich wohl letztlich auf Erfahrungen, die in der Entstehungsphase menschlicher oder sogar vormenschlicher Gruppen mit einem Sozialverhalten gemacht wurden, auf „nützlich“ oder „schädlich“ (für die Gruppe) zurückführen. Man stelle sich vor, dass Jäger der Gruppe (oder Familie) A auf einen in ihr Revier eingedrungenen Jäger einer benachbarten Gruppe B treffen. Die Gruppe A wird den Eindringling B zumindest vertreiben oder ihn sogar töten, denn er ist ein Nahrungskonkurrent. Aus der Sicht der Nahrungsbeschaffung für die Gruppe A ist das eine nützliche, also „gute“ Tat. Dieselbe Tat, derselbe Vorgang, ist aus Sicht der Gruppe B das genaue Gegenteil. Der getötete Jäger fehlt seiner Gruppe bei der Nahrungsbeschaffung, was unter Umständen Hunger und Existenznotstand bedeuten kann. Folglich ist das Töten des Jägers B ein schädliches Ereignis durch eine „böse“ Tat.
Daraus ergebe sich, dass es bei der Beurteilung eines Vorgangs oder Verhaltens immer auf den Standpunkt der/des Betroffenen ankomme. Und das wiederum bedeute, dass „Gut“ und „Böse“ und davon abgeleitet Moral, Ethik usw. keine absoluten, immer geltenden oder gar „göttlichen“ Werte sein könnten. Die Beurteilung nach Gut und Böse sei relativ (ethischer Relativismus) und dennoch verfügen alle Menschen mehr oder weniger über ein Gefühl für Gut und Böse. Die Evolution bewirkte es. Es steckt in den Genen, es bewirkte in grauer Vorzeit das Überleben der Art. Es kommt dann zur vollen Entfaltung, wenn Gruppeninteressen dahinterstehen, wenn alle aufeinander angewiesen sind, um als Gruppe zu überleben. Auch in unserer modernen Welt versuchen einzelne Menschen oder Interessengruppen Reviere zu sichern. Ein Familienvater, der sich „hoch gearbeitet“ hat, indem er mit allen Mitteln Konkurrenten ausschaltete, hat für sich und seine Familie einen hohen Lebensstandard gesichert, eben ein großes Revier – also ein um das Wohl der Gruppe A besorgter „Jäger“, der Gutes tut.
Es ist nicht schwer zu erkennen, dass ausgebootete Konkurrenten und deren Gruppen B, C usw. in dem „Jäger A“ einen rücksichtslosen oder schleimigen Emporkömmling sehen könnten, einen „Bösen“, dem das Beeinträchtigen oder Zerstören anderer Existenzen weitgehend gleichgültig ist. Das alles kann auch auf Konkurrenzkämpfe zwischen Unternehmen zutreffen, die mit legalen oder illegalen Mitteln um Marktanteile kämpfen.

### Kap. 7: Das „gute“ Buch und der wandelbare ethische Zeitgeist
In diesem Kapitel konstatiert Dawkins, die Bibel sei als Grundlage des heutigen menschlichen Handelns und dessen Moral völlig ungeeignet und werde in Wirklichkeit auch von Christen nicht als solche genutzt. Moderne Christen würden nur Ausschnitte aus der Bibel als moralische Grundlage nennen, etwa die Zehn Gebote oder die Bergpredigt, nicht aber z. B. die im Alten Testament ausführlich beschriebenen Bruder- und Völkermorde oder polygames und inzestuöses Verhalten. Wie aber, so fragt Dawkins, entscheidet ein Christ, welche Passagen der Bibel beherzigenswert sind und welche nicht? Sicher nicht anhand der Bibel selbst, sondern nach eigenem Gutdünken; die Bibel sei dann eine nachgeschobene Begründung für bereits zuvor gefällte moralische Urteile.
Für den Wandel von Moral über die Zeiten benutzt er den Begriff Zeitgeist und zeigt am Beispiel der Zehn Gebote, wie dies heute verstanden werden könnte.

### Kap. 8: Was ist denn so schlimm an der Religion? Warum diese Feindseligkeit?
Hier betont Dawkins, dass schon ein „gemäßigter“ Glaube dem Fanatismus zugutekomme. Er führt aus, dass die Anschläge am 11. September 2001 auf das World Trade Center in dieser Form nur möglich gewesen seien (ebenso wie religiös motivierte Anschläge überall sonst auf der Welt), weil die Attentäter wirklich geglaubt hätten, nach ihrem Tod als Märtyrer in ein Paradies zu kommen. Dieser Glaube habe sich aber nur deshalb festigen können, weil die Gesellschaft, in der die Täter aufgewachsen sind, den scheinbar harmlosen Glauben an Gott und an ein Paradies für selbstverständlich hält. Als Beispiel führt er die Haltung einiger Religionen gegenüber Homosexuellen und deren Verfolgung an oder die Tatsache, dass der Respekt vor dem Leben (Ungeborenes, Soldat, Ehebrecher, Andersgläubiger, ethnische Gruppen) sehr variabel den entsprechenden Glaubensrichtungen angepasst wurde und noch wird.

### Kap. 9: Kindheit, Kindesmisshandlung, und wie man der Religion entkommt
Ein besonderes Anliegen ist Dawkins in seinem Buch die Kritik an kindlicher Indoktrination durch religiöse Verbindungen und Kirchen. So kritisiert er unter anderem die staatliche Förderung religiöser Schulen, speziell in Großbritannien, da damit dem Fundamentalismus Vorschub geleistet werde. Dawkins zufolge kann es im Prinzip ebenso wenig katholische oder muslimische Kinder geben wie marxistische oder sozialdemokratische, da Kinder zu unreif seien, sich hier tatsächlich eine Meinung bilden zu können. Er fordert, Kinder müssten ohne Beeinflussung in die eine oder andere Richtung aufwachsen können, und bezeichnet die Praxis einer religiösen Erziehung von Kindern als Kindesmisshandlung.
Als Beispiele führt er das Leben des Edgardo Mortara an, eines Kindes aus einer jüdischen Familie, das durch die Taufe – ausgeführt durch sein Kindermädchen – auf päpstliche Anordnung von seinen Eltern entfernt und „errettet“ wurde, oder die mentalen Qualen eines Kindes, wenn es zu erkennen glaubt, dass ein verstorbener andersgläubiger Freund nun für die Ewigkeit Höllenqualen leiden muss.

### Kap. 10: Eine notwendige Lücke?
Im Schlusskapitel thematisiert Dawkins die oft behauptete Nützlichkeit des Glaubens für ein „gutes Leben“. Er kommt zu dem Schluss, dass es nicht notwendig sei, an Gott zu glauben, um glücklich oder getröstet zu sein. So wie sich ein Kind aus der Phase der Begleitung durch einen „imaginären Freund“ löse und eine eigenständige und verantwortungsvolle erwachsene Person werde, sollte sich der denkende und wissende Mensch von einer ihn „ständig beobachtenden höheren Macht“ freimachen können.

## Widmung
Dawkins hat das Buch dem 2001 verstorbenen Schriftsteller und Satiriker Douglas Adams gewidmet.

## Ausgabe(n)
- Richard Dawkins: Der Gotteswahn (Originaltitel: The God Delusion, übersetzt von Sebastian Vogel), 2. Auflage, Ullstein, Berlin 2007, ISBN 978-3-550-08688-5 (als Taschenbuch: Ullstein-Taschenbuch 37232, Berlin 2008, ISBN 978-3-548-37232-7, als Hörbuch: gekürzte Lesung von Ulrich Pleitgen, Regie: Margrit Osterwold, Hörbuchverlag, Hamburg 2008, ISBN 978-3-89903-497-4).

## Reaktionen auf das Buch

### Buchmarkt
Das Buch ist ein Verkaufserfolg. Die 2006 erschienene Originalausgabe war im Januar 2007 auf der Sachbuch-Bestsellerliste der New York Times auf Platz 6. Es wurde bis Ende 2007 in 31 Sprachen übersetzt. In Deutschland wurde das Buch am 10. September 2007 in einer Übersetzung von Sebastian Vogel im Ullstein Verlag veröffentlicht und erreichte über mehrere Wochen Rang 2 der Bestseller-Liste des Buchreports in der Kategorie Hardcover/Sachbuch.
Bis zum 28. Januar 2010 wurden 2.086.402 Exemplare in englischer Sprache und über 260.000 auf Deutsch verkauft.

### Reaktionen und Kommentare
Der Gotteswahn wurde einerseits hoch gelobt und für viele Preise (darunter den British Book Award) nominiert, stieß andererseits aber auch auf heftige Kritik. Besonders häufig wird Dawkins vorgeworfen, sein Buch offenbare, dass er über mangelnde religionswissenschaftliche sowie philosophisch-theologische Kenntnisse verfüge.

#### Kritik an Dawkins’ Stil
Eine Reihe von Kommentatoren werfen Dawkins vor, er würde seine Thesen ähnlich fundamentalistisch vertreten, wie er dies vielen seiner Gegner, insbesondere christlichen Fundamentalisten vorwerfe. Der deutsche Theologe Friedrich Wilhelm Graf bezeichnet Dawkins so zum Beispiel in seiner Rezension als „biologistischen Hassprediger“, der mit seiner philosophischen Unbildung prahle und wenig Neues oder Originelles bringe. Nicht nur Dawkins selbst, sondern auch einige seiner Kritiker wenden gegen derartige Vorwürfe ein, dass sie zumindest teilweise weniger auf rationalen Argumenten basierten als bloße Ressentiments seiner Gegner widerspiegelten.

#### Inhaltliche Auseinandersetzung
Der Oxforder Theologe Alister McGrath vertritt die Ansicht, dass „Gott nicht in dieselbe Kategorie gehört wie wissenschaftliche Objekte“, und hat als Antwort auf The God Delusion das Buch The Dawkins Delusion? (deutscher Titel: „Der Atheismuswahn“) geschrieben.
Dawkins legt in seinem Buch nahe, dass viele Missstände in der Welt religiösen, ja theologischen Ursprungs seien:

„Stellen wir uns doch [...] eine Welt vor, in der es keine Religion gibt – keine Selbstmordattentäter, keinen 11. September, keine Anschläge auf die Londoner U-Bahn, keine Kreuzzüge, keine Hexenverfolgung, keinen Gunpowder Plot, keine Aufteilung Indiens, keinen Krieg zwischen Israelis und Palästinensern, kein Blutbad unter Serben/Kroaten/Muslimen, keine Verfolgung der Juden als ‚Christusmörder‘, keine ‚Probleme‘ in Nordirland [...]“

McGrath erwiderte darauf:

„Stellen Sie sich vor, Dawkins Traum würde wahr, und Religion verschwände: Hätten die Streitereien unter den Menschen ein Ende? Sicherlich nicht. Solche Spaltungen sind letztlich soziale Konstrukte. Sie spiegeln das grundlegende soziologische Bedürfnis von Gemeinschaften wider, selbst zu definieren und zu bestimmen, wer dazugehört beziehungsweise nicht, wer Freund ist oder Feind.“

Einige Kritiker, wie der britische Publizist Kenan Malik, weisen auf die ursprünglich politische, säkulare Natur dieser Konflikte hin, die nur durch politische Entartung in religiösem Gewand daherkämen.
Jürgen Spieß hält Dawkins’ These, eine atheistische Welt wäre friedlicher, für widerlegt, da im 20. Jahrhundert gerade atheistische und wissenschaftsgläubige Staatssysteme besondere Grausamkeiten begangen hätten.
Der Literaturwissenschaftler Terry Eagleton warf Dawkins in einer ausführlichen Kritik unter anderem mangelnde Objektivität vor. Dawkins schaffe es praktisch nicht, einzugestehen, dass der religiöse Glaube auch nur einen einzigen menschlichen Gewinn gebracht haben könnte.
Der atheistische Philosoph und Religionskritiker Joachim Kahl hält Dawkins’ Gotteswahn für „ein Zeugnis intellektuellen Cäsarenwahns“. Dieser habe nach Ludwig Quidde „zwei sich ergänzende Merkmale: triumphalistische Selbstüberschätzung und abgründige Realitätsblindheit.“ Beide seien bei Dawkins vorhanden. Er „schwadroniere“ vom Laster der Religion und verunglimpfe den jüdisch-christlichen Gott hämisch als „Monster der Bibel“. Damit zeige er, dass er „von der Janusköpfigkeit von Religion und von ihren Ambivalenzen keine Ahnung“ habe.
Dem häufigen Vorwurf, Dawkins’ Ausführungen zeugten von philosophischer und theologischer Unkenntnis, entgegnet der Philosoph Daniel Dennett: Das Buch sei „kein Versuch, zur philosophischen Theologie beizutragen.“ Dawkins widerlege diejenigen Argumente, die „von Tausenden von Kanzeln an Millionen von Fernsehzuschauern jeden Tag herangetragen werden“. Und „weder die Fernsehprediger noch die Autoren der meistverkauften spirituellen Bücher“ würden die „Feinheiten der Theologen auch nur im geringsten beherzigen“.
Der evangelikale Theologe William Lane Craig kritisiert in seinem Artikel Dawkins’ Delusion das von Dawkins selbst als Kerngedanken seines Buches bezeichnete Analogieargument zum Darwinismus als unschlüssig. Die Tatsache, dass Darwin eine überzeugende immanente Erklärung für biologische Diversität ohne Rückgriff auf einen Designer entdeckt habe, bedeute keineswegs, dass – wie Dawkins aber behaupte – auch die Komplexität der physikalischen Welt ohne Rückgriff auf einen Schöpfer erklärbar sein müsse und die Existenz Gottes deswegen unwahrscheinlich werde.

#### Reaktion der EKD
Die Evangelische Kirche in Deutschland (EKD) kritisierte an Dawkins eine „vergröberte“ Apologie des Säkularen, die zu einer Gegenreligion werde. Das Buch des Professors aus Oxford zeige eine „evolutionsbiologische Einsicht in die zufällige Entstehung des Lebens, die nun zu einer Weltanschauung hochgerüstet“ werde. Die EKD bedauert in einer Presseerklärung, dass Dawkins’ „Tirade gegen Gott und Religion [...] auf den vielen hundert Seiten kaum eine engagierte Auseinandersetzung mit der Theologie und Philosophie der letzten Jahrhunderte“ enthalte. Sie werde eher auf der Oberfläche gestreift. Geradezu obsessiv dagegen entfalte Dawkins „sein Bilderbuch des Schreckens: Von den Kreuzzügen über den Kindesmissbrauch, von Adolf Hitler bis Osama Bin Laden, überall in Geschichte und Gegenwart findet er grausige Beispiele für das Böse, das aus dem Glauben an Gott entsteht. Dieser Bilderbogen aus Fundamentalismus, anti-aufklärerischem Geist, Demokratie- und Freiheitsfeindlichkeit, Ausgrenzung, Gewalt und Entmenschlichung ist für ihn der beste Beleg gegen Gott.“ Hier werde ihm seine eigene Argumentation zur Falle, so die EKD: „Den Sinn der Religion, sagt Dawkins, könne man mit den Mitteln des empirischen Arguments nicht beweisen. In der Welt, die man mit den Methoden der Wissenschaften sichtbar macht, lässt sich Gott nicht finden. Ja, das ist wahr. Nur kann er dann auch nicht mit den Mitteln der sinnlichen Erfahrung widerlegt werden.“ Keine noch so grausige Perversion des Glaubens an Gott könne als Beleg gegen den Sinn des Glaubens an Gott ins Feld geführt werden. „Man kann nicht ein Verfahren mit polemischer Verve ablehnen, das man dann selbst anwendet.“

#### Klage gegen Verleger in der Türkei
2008 wurde der türkische Verleger des Buches, Erol Karaaslan, wegen „Aufhetzung des Volkes“ angeklagt. Er wurde jedoch mit Verweis auf die Gedankenfreiheit freigesprochen.

#### Giordano-Bruno-Stiftung
Andreas Müller, Mitarbeiter der Giordano-Bruno-Stiftung, rezensierte für den Humanistischen Pressedienst: „The God Delusion ist das mitunter beste religionskritische Buch, das es gibt. Es ist weder militant noch eindimensional. Vielmehr werden hier die besten Argumente gegen Religion und gegen Gott in jeder seiner Formen erläutert. Sprachlich auf feinstem Oxford-Englisch-Niveau verfasst, ist das Buch humorvoll, intelligent und leicht zu verstehen.“

## Entgegnungen
- Terry Eagleton: Reason, Faith, and Revolution: Reflections on the God Debate. Yale University Press, 2010, ISBN 978-0-300-16453-4.
- David Bentley Hart: Atheist Delusions. The Christian Revolution and Its Fashionable Enemies. Yale University Press, New Haven 2007, ISBN 0-300-11190-8.
- Joachim Kahl: Weder Gotteswahn noch Atheismuswahn. Eine Kritik des „neuen Atheismus“ aus der Sicht des „alten Atheismus“. In: EZW-Texte Nr. 204/2009, S. 5–18 (PDF).
- Michael Kotsch: Atheismus: Gott oder Nicht-Gott ist hier die Frage. Dawkins „Gotteswahn“ lässt grüßen. In: Bibel und Gemeinde 2/2008, S. 7–22 (PDF).
- Rudolf Langthaler; Kurt Appel (Hrsg.): Dawkins’ Gotteswahn. 15 kritische Antworten auf seine atheistische Mission. Böhlau, Wien / Köln / Weimar 2010, ISBN 978-3-205-78409-8.
- Rudolf Langthaler: Warum Dawkins Unrecht hat. Eine Streitschrift. Freiburg i. Br. 2015.
- John Lennox: Hat die Wissenschaft Gott begraben? Eine kritische Analyse moderner Denkorientierung. 3. Auflage, SCM R. Brockhaus, Witten 2011, ISBN 978-3-417-26261-2.
- Alister McGrath: Der Atheismuswahn: Eine Antwort auf Richard Dawkins und den atheistischen Fundamentalismus. Gerth Medien, Asslar 2007, ISBN 978-3-86591-289-3.
- Florian Ossadnik: Spinoza und der „wissenschaftliche Atheismus“ des 21. Jahrhunderts. Ethische und politische Konsequenzen frühaufklärerischer und gegenwärtiger Religionskritik. Studies In European Culture, Band 8, herausgegeben von Ludwig Tavernier. VDG, Weimar 2011. ISBN 978-3-89739-705-7.
- Peter Strasser: Warum überhaupt Religion? Der Gott, der Richard Dawkins schuf. Fink, Paderborn 2008, ISBN 978-3-7705-4612-1.